# Model 853寂靜鳥試驗機
寂靜鳥試驗機（英語：Quiet Bird)是一款波音公司於1960年代以其Model 831為基礎，開發的美國陸軍偵察機。該機是最早採用隱身技術的飛機之一。

## 發展
波音於1962年開始開發Model 853-21，並只生產1/2比例的原型機，並且從未試飛過。該機具有極低的雷達散射截面（匿蹤戰機）。

## 外部連結
- . foxtrotalpha.jalopnik.com.   [27 September 2015]. （原始内容存档于2021-04-19）.